# Bicho de ciudad
Bicho de ciudad es la cuarta canción del álbum Civilización (2007) del grupo musical de Argentina Los Piojos. Fue lanzado como sencillo en enero de 2008. Es una de las canciones más famosas del grupo, considerada un clásico del rock nacional de Argentina.

## Video musical
El video musical fue dirigido por el director de Argentina Rodrigo Espina y fue grabado entre los días 12 y 14 de febrero del año 2008.

## Créditos
Autor(es) y productor(es).
- Letra: Daniel "Piti" Fernández.
- Música: Daniel "Piti" Fernández y Andrés Ciro Martínez.
- Producción: Alfredo Toth, Pablo Guyot y Martín Bosa.